# April Stewart
April Stewart, född den 1 april 1969 i Truckee i Kalifornien, är en amerikansk röstskådespelerska med en karriär inom animation och videospel. Hon började sin karriär i unga år. April Stewart är känd för sin förmåga att anpassa sin röst till en mängd olika karaktärer.

## Karriär

### South Park
Stewart är mest känd för sitt arbete i South Park, där hon började arbeta 2003. Hon tog över många av de kvinnliga röstrollerna från Mary Kay Bergman och senare från Eliza Schneider. Några av de karaktärer hon ger röst åt inkluderar:
- Sharon Marsh: Stan Marshs mamma.
- Wendy Testaburger: Stans flickvän och en av de mer framstående kvinnliga karaktärerna.
- Liane Cartman: Eric Cartmans mamma.

### Andra projekt
Förutom South Park har April Stewart också arbetat med flera andra animerade serier och videospel. Några av hennes andra projekt inkluderar:
- Videospel: Hon har bidragit med röster till spel som World of Warcraft, Infamous, Red Dead Redemption, och Bioshock Infinite.
- Animerade Serier: Stewart har också gjort röstarbeten för serier som Fairly Odd Parents, Kung Fu Panda: Legends of Awesomeness, och Wolverine and the X-Men.